# 퓨터

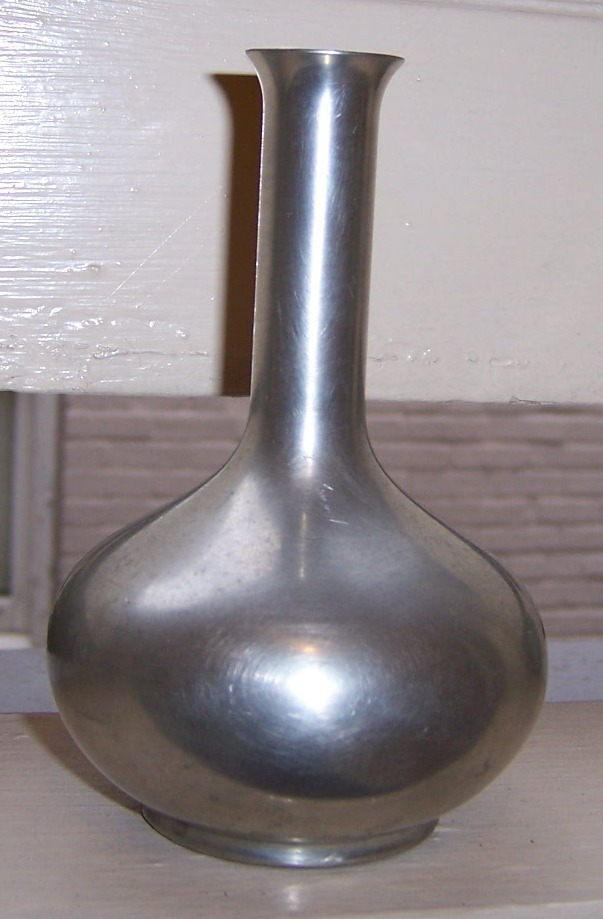
퓨터 화병

퓨터(pewter) 또는 백랍(白鑞)은 그릇이나 펜던트를 만드는 금속의 일종이며, 주석과 납의 합금이다. 전통적으로 주석의 함량은 80~90% 정도이며, 안티모니, 구리, 비스무트, 납을 더하기도 한다. 땜납도 비슷하긴 하지만, 땜납은 주석 함량이 약 60%이기 때문에 훨씬 불에 잘 녹는다. 잘 녹고 모양이 잘 만들어져, 식기나 펜던트등으로 자주 만들어졌었다.

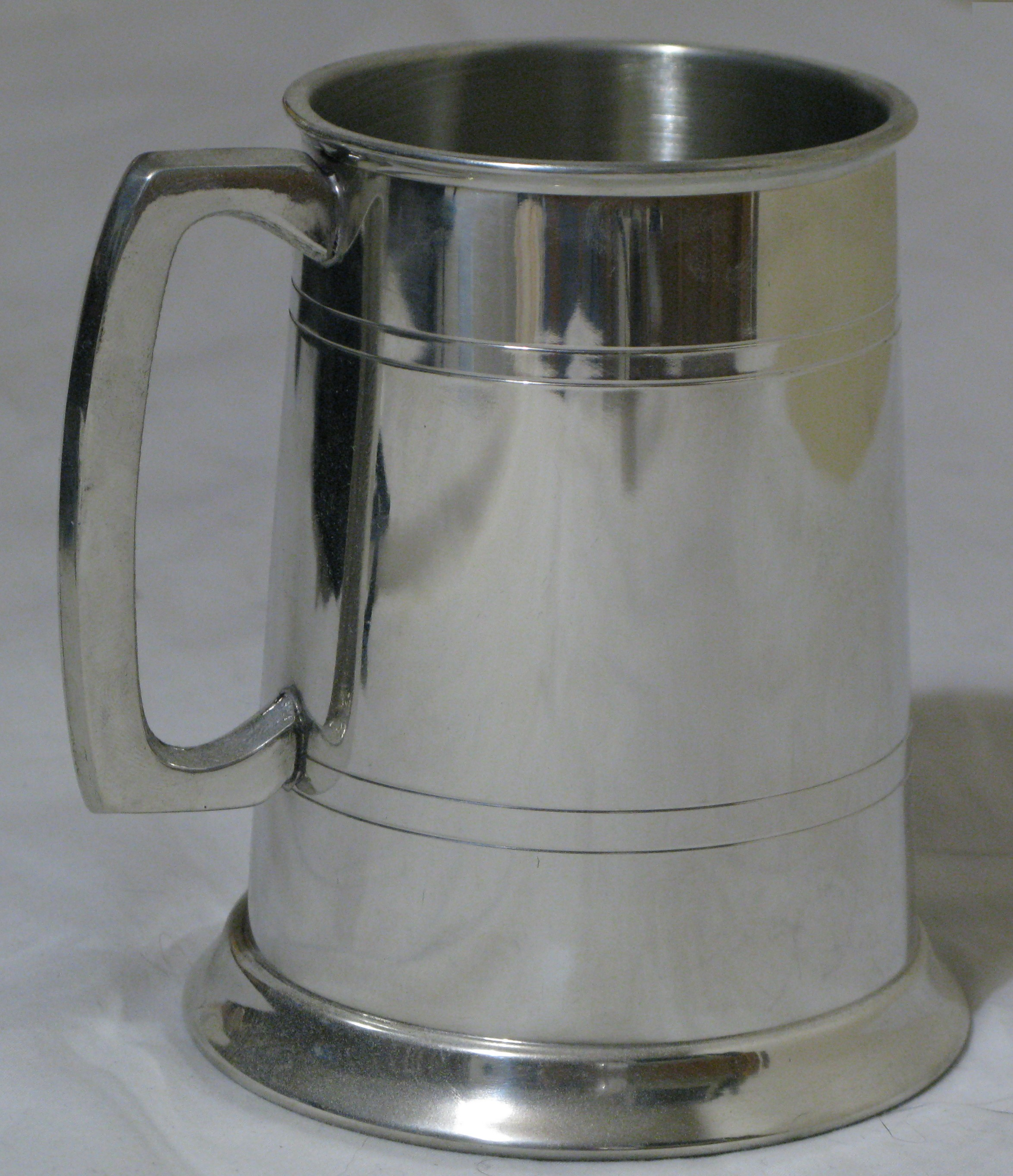
퓨터 잔

## 역사
퓨터가 처음 쓰였던 때는 아시아의 동기 시대부터 사용되기 시작했다. 발견된 가장 오래된 퓨터 조각은 기원전 1450년경에 썼던 것으로 추측되는 이집트의 무덤에서 발견된 퓨터 조각이다. 그로 인하여 약 기원전 1500년부터 퓨터를 썼을 것이라고 짐작하고있다.

## 모양 만들어내기
펜덴트를 만드는 방법은, 퓨터는 가스를 이용한 불을 이용한다. 퓨터에 불을 가까이 대서 열을 가하면 퓨터가 액체 상태가 된다. 액체 상태의 퓨터를 플라스터 틀이나 나무 틀에다가 붓고 퓨터가 색이 변할 때까지 기다린다. 색이 변하면 물안에 넣고 꺼내는 작업을 반복한다. 그러면 퓨터의 모양새가 완성이 된다. 모양을 파일, 사포, 버퍼 등으로 다듬으면 모양이 완성된다.

## 같이 보기
- 땜납